# Une fille à bagarres
 (août 2025).
Pour plus de détails, voir Fiche technique et Distribution.
Une fille à bagarres (titre original : Scarlet Angel) est un film américain réalisé par Sidney Salkow et sorti en 1952.

## Synopsis
Poursuivie par un capitaine de la marine, la fille de saloon Roxy McClanahan emprunte l'identité d'une veuve de guerre ayant de riches parents.

## Fiche technique
- Titre : Une fille à bagarres
- Titre original : Scarlet Angel
- Réalisation : Sidney Salkow
- Scénario : Oscar Brodney
- Production : Leonard Goldstein
- Société de production et de distribution : Universal Pictures
- Musique : Milton Rosen, Hans J. Salter et Frank Skinner (non crédités)
- Photographie : Russell Metty, assisté de Philip H. Lathrop (cadreur, non crédité)
- Montage : Ted J. Kent
- Direction artistique : Robert Clatworthy et Bernard Herzbrun
- Décors de plateau : Julia Heron et Russell A. Gausman
- Costumes : Rosemary Odell
- Pays d'origine : États-Unis
- Langue : anglais
- Format : Technicolor - Son : Mono (Western Electric Recording)
- Genre : Aventure maritime
- Durée : 81 minutes
- Date de sortie :
  - États-Unis : 20 juin 1952

## Distribution
- Yvonne De Carlo : Roxy McClanahan
- Rock Hudson : Frank Truscott aka Panama
- Richard Denning : Malcolm Bradley
- Whitfield Connor : Norton Wade
- Bodil Miller : Linda Caldwell
- Amanda Blake : Susan Bradley
- Henry O'Neill : Morgan Caldwell
- Henry Brandon : Pierre
- Maude Wallace : Eugenia Caldwell
- Dan Riss : Walter Frisby
- Tol Avery : Phineas Calhoun
- Harry Harvey (non crédité) : Dr Corbin